# Alina Fjodorova
Alina Fjodorova, född 31 juli 1989, Knjazjutji, Kiev oblast, Ukrainska SSR, Sovjetunionen,
är en ukrainsk friidrottare som tävlar i sjukamp och höjdhopp.
Fjodorova är bronsmedaljör i sjukamp från 2014 och 2016 års världsmästerskap inomhus.

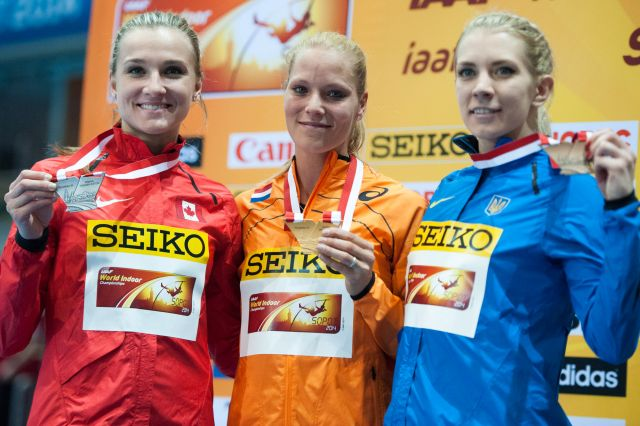
Brianne Theisen-Eaton, Nadine Broersen och Alina Fjodorova vid 2016 års världsmästerskap inomhus